# جان روبرتس
جان روبرتس (بالإنجليزية: Jean Roberts) هي رامية القرص أسترالية، ولدت في 18 أغسطس 1943 في غيلونغ في أستراليا.

## وصلات خارجية
- جان روبرتس على موقع الاتحاد الدولي لألعاب القوى (الإنجليزية)
- جان روبرتس على موقع النتائج التاريخية لألعاب القوى الأسترالية (الإنجليزية)
- جان روبرتس على موقع أوليمبيديا (الإنجليزية)
- جان روبرتس على موقع اللجنة الأولمبية الأسترالية (الإنجليزية)
- جان روبرتس على موقع اتحاد ألعاب الكومنولث (مؤرشف) (الإنجليزية)